# لیودوکرک
شهر لیودوکرک (به فرانسوی: Liedekerke) در ناحیه اداری ال-ویلوورد  در استان فلومیش بربان  در منطقه فلاندری در کشور بلژیک واقع شده‌است.